# Nosodendron manuselae
Nosodendron manuselae is een keversoort uit de familie van de boomsapkevers (Nosodendridae). De wetenschappelijke naam van de soort is voor het eerst geldig gepubliceerd in 2008 door Háva.
De soort komt voor op Ceram, Indonesië.